# ميلتون إي. مايلز
ميلتون إي. مايلز (بالإنجليزية: Milton E. Miles)‏ هو ضابط أمريكي، ولد في 6 أبريل 1900 في جيروم في الولايات المتحدة، وتوفي في 25 مارس 1961.